# SnRNA
 Der er for få eller ingen kildehenvisninger i denne artikel, hvilket er et problem. Du kan hjælpe ved at angive troværdige kilder til de påstande, som fremføres i artiklen.

snRNA (small nuclear ribonucleic acid) og er bl.a. en bestanddel i spliceosom-komplekser (som herudover består af snRNPer), som har til opgave at klippe introner ud af det primære RNA-transkript. I denne henseende er det snRNA i spliceosomet, som har den primære katalytiske effekt. snRNA baseparrer med RNA-transkriptet ved specifikke steder i intronet. 